# Droga krajowa B68 (Austria)
Droga krajowa B68 (Feldbacher Straße)  - droga krajowa w południowej Austrii. Arteria zaczyna się na skrzyżowaniu z Gleisdorfer Straße w mieście Gleisdorf. Dalej trasa biegnie w kierunku południowym - wzdłuż linii kolejowej - do Feldbach, gdzie kończy się na skrzyżowaniu z B66.